# São Martinho (Seia)
São Martinho is een plaats (freguesia) in de Portugese gemeente Seia en telt 816 inwoners (2001).